# Henri II de Savoie-Nemours
Henri II de Savoie-Nemours, né à Paris le 7 novembre 1625, mort à Paris le 14 janvier 1659, fut d'abord un homme d'Église français du XVIIe siècle avant de renoncer à la pourpre pour hériter des titres et possessions de sa famille dont il était le dernier représentant. Archevêque de Reims (1651-1657), il hérite à la mort de son frère Charles-Amédée des titres de duc de Genève, de Nemours et d'Aumale (1652).

## Biographie
Fils cadet d'Henri Ier de Savoie, duc de Genève et de Nemours, et d'Anne de Lorraine, duchesse d'Aumale, Henri II, naît à Paris en 1625.
D'abord voué à l'état ecclésiastique, il fait ses études avec beaucoup de succès et est nommé, en 1651, archevêque de Reims.

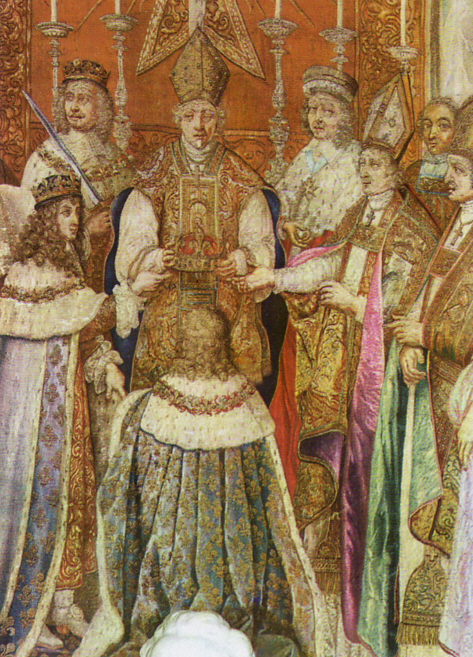
Couronnant Louis XIV.

Il doit renoncer à sa carrière religieuse, étant devenu le dernier des Savoie-Nemours par la mort de Charles-Amédée, son frère, tué en duel en 1652 par le duc de Beaufort. Il quitte alors « un état qu’il aurait honoré par ses vertus ».
Il épouse le 22 mai 1657 Marie Anne d'Orléans, dite Mademoiselle de Longueville, (1625 † 1707), fille d'Henri II d'Orléans, duc de Longueville, et de Louise de Soissons. Cette union reste sans enfant.
Ce mariage étonne beaucoup ; on ne comprenait pas que la plus riche héritière de France veuille épouser un cadet, dont l’esprit était assez scolastique, la personne défigurée par une fâcheuse maladie à laquelle il était sujet, sans biens, sans établissement et sans considération. Il paraît que mademoiselle de Longueville se repentit d’avoir donné son consentement à cette union ; mais il était trop tard. Le duc de Nemours est saisi par la fièvre en sortant de l’Église, et de ce moment il n'a pas un seul instant de santé.
Il meurt le 14 janvier 1659. Son cœur est déposé, à Paris, dans l’église Saint-Louis des Jésuites, comme il l'a demandé expressément, et son corps est transporté dans le tombeau de sa famille, à Annecy. Avec lui, finit la branche des princes de Savoie-Nemours, établie en France.
À sa mort, le duché de Nemours, qui était un fief concédé à son ancêtre Philippe de Savoie, retourne à la Couronne de France (Louis XIV, puis son frère Philippe d'Orléans), tandis que les duchés de Genève et d'Aumale passent à sa nièce Marie-Jeanne-Baptiste de Savoie. Sa veuve devient, en 1694, princesse de Neuchâtel et des Dombes, ainsi que duchesse d'Estouteville.

## Postérité
Nanteuil Robert, Portrait de Henri II, duc de Nemours, 1651, burin, 32,6 × 25,5 cm. Nemours, Château-Musée, inv. 2017.0.68.